# 백상호
백상호(白相浩)는 조선민주주의인민공화국의 육군 장교이다. 백상호는 1993년 이후에는 조선로동당 중앙위원회에서 탈퇴당했다.

## 같이 보기
- 조선민주주의인민공화국의 정치